# Frühlings- und Herbstannalen

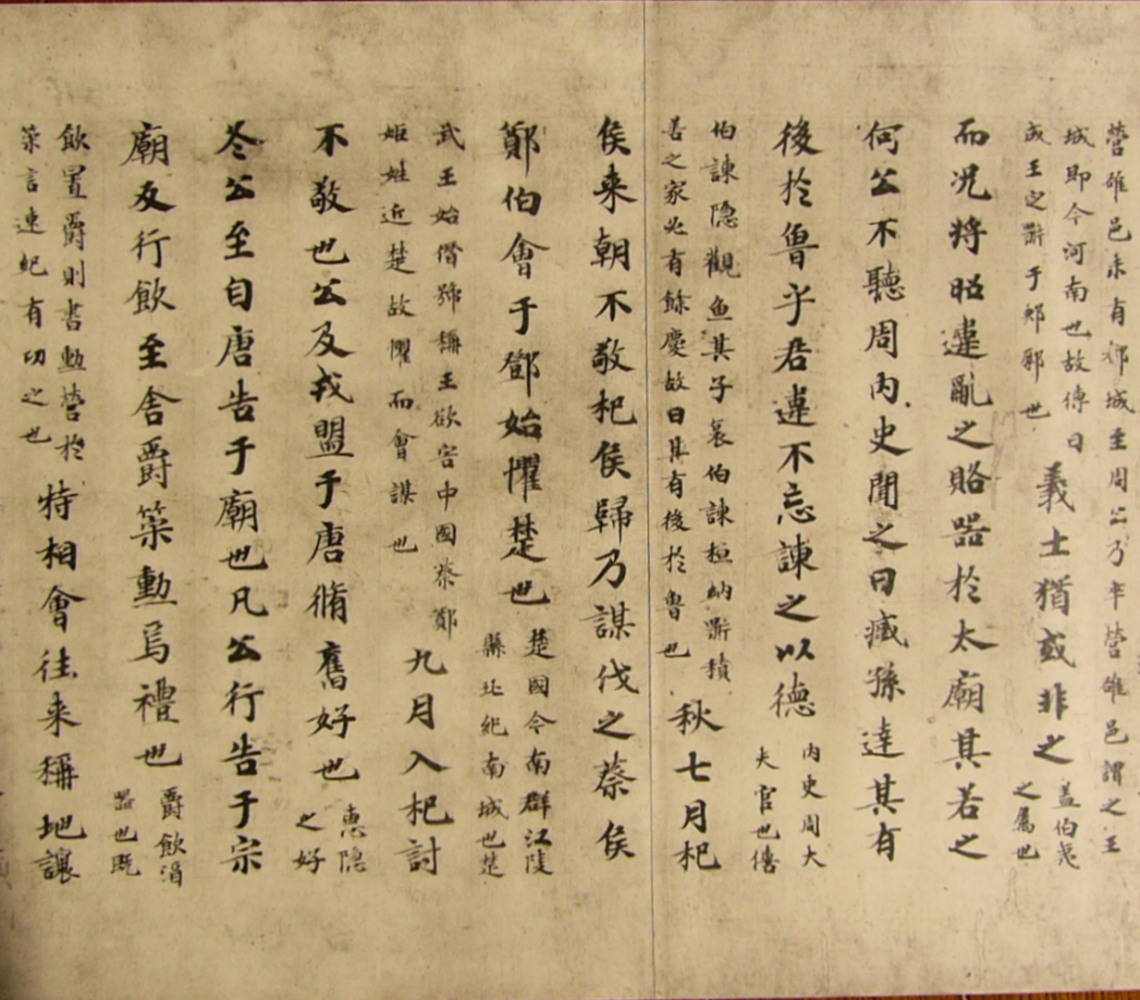
Manuskript der Frühlings- und Herbstannalen

Die Frühlings- und Herbstannalen (chinesisch 春秋, Pinyin Chūnqiū, kor. 춘추 Chunchu, jap. 春秋 Shunjū), weniger gebräuchlich ist dagegen die historische Bezeichnung Linjing (麟經 / 麟经,  Línjīng, auch Linshi 麟史 / 麟史,  Línshǐ), sind einer der Fünf Klassiker, die dem Konfuzius zugeschrieben werden.
Es ist allerdings unsicher, ob das Werk tatsächlich von Konfuzius selbst kompiliert worden ist.

## Bedeutung
Es handelt sich um die offizielle Chronik des Staates Lu in dem Zeitraum von 722 v. Chr. bis 481 v. Chr. und ist der älteste erhaltene chinesische Text, der nach dem Prinzip der Annalen aufgebaut ist. Dabei sind kurze 
Einträge zu höfischen, diplomatischen und kriegerischen Ereignissen aufgelistet, die konfuzianische Gedanken zu politischen, sozialen und ethischen Fragen in subtiler Form ausdrücken. Die Aufzeichnung der Ereignisse erfolgt Jahreszeit für Jahreszeit (daher der Name). Zu den Ereignissen zählen zum Beispiel Geburten, Hochzeiten, Todesfälle, der Antritt eines Herrschers, Siege, Niederlagen, Trockenzeiten, Hungerperioden, Hochwasser und Sonnenfinsternisse.
Die behandelte Periode der chinesischen Geschichte wird nach diesem Werk benannt.

## Kommentare
Später ist das Chunqiu mit umfangreicher Kommentarliteratur versehen worden. Der wichtigste (weil einflussreichste) ist vermutlich der Kommentar des Zuo Qiuming. Aber auch der Gongyang-Kommentar war einflussreich, da er unterstellte, Konfuzius habe im Chunqiu die Anleitung für gutes Regieren (gewissermaßen eine Idealwelt) „versteckt“.
Im Hanshu werden fünf Kommentare aufgezählt:
- Kommentar des Zou (鄒氏傳 / 邹氏传,  Zōushì Zhuàn)
- Kommentar des Jia (夾氏傳 / 夹氏传,  Jiāshi Zhuàn)
- Kommentar des Gongyang (公羊傳 / 公羊传,  Gōngyáng Zhuàn)
- Kommentar des Guliang (穀梁傳 / 谷梁传,  Gǔliáng Zhuàn)
- Kommentar des Zuo (左氏傳 / 左氏传,  Zuǒshi Zhuàn)